# Dicranomyia (Nealexandriaria) diengana
Dicranomyia (Nealexandriaria) diengana is een tweevleugelige uit de familie steltmuggen (Limoniidae). De soort komt voor in het Oriëntaals gebied.